# Republika Syryjska
Republika Syryjska (arab. ‏الجمهورية السورية‎) – historyczne państwo na Bliskim Wschodzie, powstałe w 1930 z przekształcenia Państwa Syrii na mocy narzuconej przez francuskie władze mandatowe konstytucji. W ciągu pierwszych trzynastu lat istnienia było nadal terytorium mandatowym zależnym od Francji. Syryjsko-francuska umowa zakładająca pełne usamodzielnienie się Syrii, podpisana w 1936, nie została ratyfikowana przez Francję.
Po klęsce Francji w II wojnie światowej i powstaniu rządu Vichy administracja Syrii została przejęta przez jego sympatyków. W 1941 na jej terytorium wkroczyły wojska brytyjskie oraz siły Wolnej Francji. Jej przywódca Charles de Gaulle dążył do zachowania przez Francję kontroli nad Syrią i Libanem, jednak pod naciskiem Brytyjczyków osłabiona Francja musiała ostatecznie zgodzić się na usamodzielnienie się obydwu państw. W 1946 wojska francuskie opuściły Syrię, co de facto było początkiem pełnej suwerenności (de iure istniejącej już od 1943) państwa. Od początku było ono jednak słabe gospodarczo, pogrążone w wewnętrznych konfliktach politycznych i mało znaczące na arenie międzynarodowej.
Początkowo władza w Syrii należała do wąskiej elity sunnickich notabli miejskich z Damaszku i Aleppo. Następnie inicjatywę w kraju przejęła armia, w której dominowali przedstawiciele mniejszości wyznaniowych i etnicznych (alawici, chrześcijanie różnych denominacji, druzowie, Kurdowie). W 1949 w odstępie kilku miesięcy w kraju doszło do trzech zamachów stanu przeprowadzonych przez wojsko. Najdłużej przy władzy utrzymał się pułkownik Adib asz-Sziszakli, przywódca ostatniego z puczów, rządzący od grudnia 1949 do kolejnego buntu wojskowego cztery lata później. Za jego dyktatorskich rządów doszło do centralizacji kraju. Po odsunięciu od władzy niepopularnego asz-Sziszaklego inicjatywę na krótko przejął ponownie Blok Narodowy, związany z zamożnym mieszczaństwem i właścicielami ziemskimi z Aleppo i Damaszku, jednak od 1954 w polityce Syrii dominowała Partia Socjalistycznego Odrodzenia Narodowego (Baas).
Po kryzysie sueskim Syria przyjęła w polityce zagranicznej kurs proegipski, a w konsekwencji – proradziecki. Rezultatem tego było zawarcie w 1958 unii z Egiptem, w wyniku której obydwa kraje zjednoczyły się we wspólną Zjednoczoną Republikę Arabską z egipskim prezydentem Gamalem Abdelem Naserem na czele.

## Syria pod zarządem francuskim. Okoliczności powstania Republiki Syryjskiej

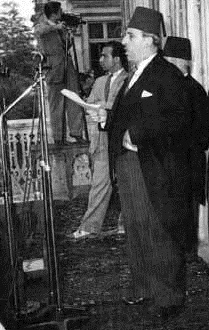
Szukri al-Kuwatli ogłasza całkowitą niepodległość Syrii, 1946

W 1924 francuskie władze terytorium mandatowego w Syrii i Libanie utworzyły jednostkę określaną mianem Państwa Syrii, które objęła dawne regiony Aleppo i Damaszku.
We wrześniu 1925 w Damaszku wybuchło arabskie powstanie, sformowany został rząd tymczasowy, na czele którego stanął Sultan al-Atrasz. Powstanie trwało dwa lata i zakończyło się klęską. Ogólnonarodowy charakter zrywu i straty ponoszone przez wojska francuskie w czasie jego tłumienia zmusiły Francję do rewizji dotychczasowej polityki w Syrii, opartej przede wszystkim na siłowym wymuszaniu posłuszeństwa ludności.
Najważniejszą siłą polityczną syryjskich Arabów był Blok Narodowy, utworzony w 1926. Gromadził on przedstawicieli elit ukształtowanych jeszcze w okresie reform Tanzimatu w Imperium Osmańskim. Byli to zamożni kupcy, właściciele ziemscy, rodziny piastujące dziedzicznie funkcje państwowe i religijne, jak również rody szejków plemiennych. W dziedzinie gospodarki partia opowiadała się za liberalizmem, przywoływała hasła arabskiego nacjonalizmu, swój program pragnęła konstruować na drodze osiągania kompromisów. Z uwagi na skład społeczny swoich członków, działając na rzecz niepodległości Syrii, nie interesowała się rozwiązaniem problemów społecznych, w tym kwestii społecznych nierówności. Przywódcami organizacji byli Haszim al-Atasi oraz Ibrahim Hananu.
W kwietniu 1928 w Państwie Syrii, za zgodą francuskiego Wysokiego Komisarza, odbyły się wybory parlamentarne, w którym większość dwóch trzecich uzyskali zwolennicy rządu, zaś 1/3 – opozycja zrzeszona w Bloku Narodowym. Tak powstałe Zgromadzenie Narodowe opracowało projekt nowej konstytucji Państwa Syrii, przyjęty przez wszystkich deputowanych. Wysoki Komisarz Henri Ponsot odrzucił go jednak z powodu zawartych w nim sformułowań o dążeniach do jedności wszystkich ziem syryjskich oraz brak wzmianek o mandatowym statusie kraju. Komisarz rozwiązał Zgromadzenie Narodowe i w 1930 sam wprowadził w Państwie Syrii konstytucję.

## Republika Syryjska w latach 1930–1939

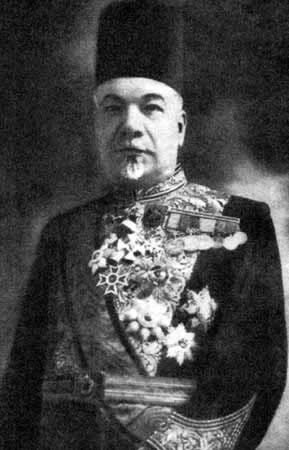
Muhammad Ali al-Abid, pierwszy prezydent Republiki Syryjskiej

Zgodnie z narzuconą odgórnie konstytucją w 1930 Państwo Syrii zostało przekształcone w republikę z jednoizbowym parlamentem i obieranym przez niego prezydentem, który musiał być muzułmaninem-sunnitą. Nominowanie premiera, tworzącego następnie rząd, należało do kompetencji prezydenta. Wybory parlamentarne odbywały się w okręgach terytorialnych oraz wyznaniowych. Pierwszym prezydentem Republiki Syryjskiej został w 1932 Muhammad Ali al-Abid. Władze mandatowe zachowały prawo do wetowania wszystkich decyzji władz syryjskich.
W tym samym roku rozpoczęto rozmowy dotyczące treści nowej umowy mandatowej między reprezentacją syryjskiego ruchu narodowego a nowym Wysokim Komisarzem de Martelem. W ich trakcie w kraju doszło do poważnego kryzysu wewnętrznego i wzrostu niechęci do Francuzów. Obstawanie przez nich przy koncepcjach mandatowych i niechęć do ustępstw wobec Syryjczyków doprowadziły do zerwania rozmów, a następnie do wybuchu – na wezwanie Bloku Narodowego – 50-dniowego strajku generalnego, w czasie którego doszło także do demonstracji i starć z wojskiem. Uczestnicy strajku zostali poddani represjom policyjnym. Pod wpływem strajku Wysoki Komisarz postanowił wznowić rozmowy z syryjską delegacją. 22 grudnia 1936 Francja i Republika Syryjska zawarły traktat o przyjaźni o sojuszu, przewidujący uzyskanie przez Syrię suwerenności i jej wstąpienie do Ligi Narodów. Do Republiki Syryjskiej miały zostać przyłączone Państwo Alawitów (Sandżak Latakii) i Dżabal ad-Duruz. W niepodległej Syrii Francja miała zachować bazy wojskowe, jak również zachować silną obecność w dziedzinie kulturalnej, oświatowej i ekonomicznej. Przewidywano, iż proklamowanie niepodległości przez Syrię nastąpi w 1939. Republika Syryjska ratyfikowała traktat, Francja natomiast tego nie uczyniła, postanawiając zachować na Bliskim Wschodzie status quo. Było to rezultatem upadku rządu Frontu Ludowego kierowanego przez Léona Bluma.
Syryjski rząd działający w latach 1936–1939 nastawiony był wobec Francji pojednawczo. Polityka francuska była odmienna – francuscy wojskowi wspierali ruchy separatystyczne w Dżabal ad-Duruz, Latakii oraz Al-Dżazirze, zaś w 1939 Francja odstąpiła Turcji region Aleksandretty (w nowych granicach – prowincja Hataj). Równocześnie Francuzi dokonali w Syrii pewnych inwestycji, budując system komunikacji (drogi, telegraf, poczta, telefon), jak również upowszechniając najnowsze technologie i otwierając fabryki, w których miejscowa ludność rzadko znajdowała jednak zatrudnienie. Nie przeprowadzono reformy rolnej, a z francuskiej inspiracji rząd syryjski utrudniał tworzenie związków zawodowych, które zyskały prawa do pełnego zakresu działań w 1939 (trzy lata wcześniej powołano pierwszą taką organizację). Poziom życia społeczeństwa obniżył się.
W latach 30. XX wieku powstały w Syrii nowe partie polityczne: Liga Narodowej Akcji Sabriego al-Asalego, Socjalistyczna Partia Arabskiego Odrodzenia (Partia Baas) zapoczątkowana przez Michela Aflaka, inspirowana faszyzmem Syryjska Partia Narodowa Antuna Saada, partia komunistyczna oraz syryjska gałąź Stowarzyszenia Braci Muzułmanów. Według innego źródła Bracia Muzułmanie rozpoczęli działalność dopiero w 1944, w tym samym czasie Komunistyczna Partia Syrii Chalida Bakdasza. Wzrost politycznego pluralizmu miał istotny wpływ na rozwój ruchu niepodległościowego w Syrii. Równocześnie w Bloku Narodowym doszło do sporu między al-Kuwatlim i Mardamem, którzy wzajemnie obarczali się winą za niepowodzenia ruchu niepodległościowego. Efektem sporów był rozpad Bloku Narodowego. Równocześnie w Syrii rozwinęły się separatystyczne ruchy druzyjski, alawicki, kurdyjski i chrześcijan syryjskich. Ostatnie dwie grupy zorganizowały w 1937 powstanie zbrojne w Al-Dżazirze, stłumione przez Francuzów.
W lipcu 1939 Wysoki Komisarz Gabriel Puaux rozwiązał parlament syryjski, zawiesił konstytucję i zaczął rządzić krajem za pomocą dekretów, co oznaczało zablokowanie wszelkiej działalności stronnictw politycznych.

## II wojna światowa
Klęska Francji, niemiecka okupacja kraju i powstanie kolaboracyjnego rządu Vichy zmieniły sytuację w Syrii. Francuska administracja została zdominowana przez zwolenników kolaboracji, nieliczni urzędnicy sympatyzujący z ruchem oporu musieli ukrywać swoje przekonania. Miejscowy rząd uznał gabinet Vichy, zgodził się na przekazanie do dyspozycji państw Osi baz wojskowych w Syrii. Wielka Brytania wprowadziła wówczas blokadę wybrzeży Syrii, co doprowadziło do problemów zaopatrzeniowych w kraju, czego rezultatem były rozruchy głodowe w 1941. Umacnianie się w kraju wpływów niemieckich i wzrost sympatii proniemieckich w kręgach arabskich nacjonalistów, liczących na klęskę Brytyjczyków i Francuzów w starciu z państwami Osi, wywołały reakcję aliantów. Wielka Brytania obawiała się, że Syria może stać się ważną bazą niemieckich działań w regionie, zwłaszcza po ofensywie Rommla w Egipcie. 8 czerwca 1941, pod pretekstem przeciwdziałania przelotom nad Syrią niemieckich samolotów z pomocą dla irackiego powstania Raszida Alego al-Gajlaniego, wojska Wolnych Francuzów oraz siły brytyjskie wkroczyły do Syrii i do końca miesiąca opanowały kraj (operacja Exporter).
Wydarzenia te wzmocniły pozycję Wielkiej Brytanii na Bliskim Wschodzie, pogłębiły także różnice zdań między tym krajem a Wolną Francją w sprawie przyszłości Syrii. Przedstawiciel gen. de Gaulle’a w Kairze gen. Georges Albert Catroux ogłosił, iż Francja zgadza się na suwerenność Libanu i Syrii, Brytyjczycy poparli tę deklarację. De Gaulle stwierdził jednak, że niepodległość Syrii może zostać proklamowana dopiero wtedy, gdy odpowiednie traktaty zapewnią Francji hegemonię w sferach militarnej, gospodarczej i kulturalnej w nowym niepodległym państwie syryjskim. Przywódca Wolnych Francuzów mianował gen. Catroux Delegatem Generalnym w Syrii, przyznając mu uprawnienia dawnych Wysokich Komisarzy. Za jego zgodą Catroux ogłosił niepodległość Republiki Syryjskiej 28 września 1941. Według określenia Zdanowskiego de Gaulle „był wierny imperialnej tradycji Francji”, ponadto uważał, że poparcie Brytyjczyków dla syryjskich i libańskich ruchów niepodległościowych wynika z ich własnych dążeń do opanowania Bliskiego Wschodu.

## Powstanie niepodległego państwa
W latach 1941–1943 Wolna Francja nadal dążyła do zachowania zwierzchności nad Syrią i to naciski brytyjskie doprowadziły do wznowienia rozmów francusko-syryjskich, jak również „odwieszenia” konstytucji uchwalonej przez Zgromadzenie Narodowe w 1928. W lipcu 1943 w Syrii odbyły się wybory parlamentarne, w których zwyciężył Blok Narodowy. Partia ta utworzyła rząd, a jej przedstawiciel, Szukri al-Kuwatli, został nowym prezydentem Republiki Syryjskiej. Niepodległość Syrii od 1943 uznawały Egipt, Irak i Arabia Saudyjska, zaś od 1944 – ZSRR i Stany Zjednoczone. Syria brała udział w konferencji założycielskiej ONZ i Ligi Arabskiej. 28 grudnia 1943 rząd Syrii i Francuski Komitet Wyzwolenia Narodowego zawarły umowę potwierdzającą przejęcie pełni władzy w kraju przez Syryjczyków.
Mimo zawartych porozumień faktyczną władzę w Syrii nadal sprawowały wojska francuskie oraz brytyjskie. W 1945 doszło do poważnego konfliktu syryjsko-francuskiego na tle postanowień zapewniających Francji pierwszeństwo w sprawach kulturalnych – rząd syryjski wycofał ze szkół publicznych obowiązkową naukę języka francuskiego. Francja zażądała wówczas odwołania tej decyzji, jak również gwarancje niezależności prywatnych szkół francuskich, utrzymanie francuskich baz wojskowych i nieszkodzenie interesom militarnym i gospodarczym tego kraju. Gdy rząd Syrii odmówił podpisania porozumienia zawierającego wymienione klauzule, Francuzi dokonali 29 maja 1945 bombardowania Damaszku. Spotkało się to z negatywnym odbiorem opinii międzynarodowej, w szczególności Wielkiej Brytanii, a następnie ONZ. W konsekwencji 17 kwietnia 1946 wojska francuskie, pod presją mocarstw, ostatecznie opuściły kraj. Z Syrii wyszły również siły angielskie, których obecność pozwoliła Wielkiej Brytanii na zdobycie istotnych wpływów w kraju.
Nowe państwo miało na arenie międzynarodowej słabą pozycję, przez co rzadko mogło prowadzić w pełni samodzielną politykę zagraniczną. Wbrew nadziejom Syryjczyków nie doszło do utworzenia unitarnego państwa z Libanem. W niepodległej Syrii decydującą rolę odgrywała wąska warstwa zamożnych ziemian – w 1946 system użytkowania ziemi, dzierżawionej chłopom, kontrolowało 50 rodzin.

## Syria w latach 1948–1958
W 1948 Blok Narodowy rozpadł się na dwie odrębne partie – Partię Narodową, skupiającą notabli z Damaszku oraz Partię Ludową, której sympatycy pochodzili z Aleppo. Kryzysowi politycznego towarzyszyła zapaść ekonomiczna. Spadek zapotrzebowania na syryjskie towary, sprzedawane w czasie wojny na potrzeby wojska krajów zachodnich, doprowadził do pogorszenia się warunków życia i wzrostu bezrobocia. W miastach dochodziło do protestów robotniczych, ludność w niekontrolowany sposób przemieszczała się ze wsi do miast. Poparcie dla rządu systematycznie spadało, rosło natomiast przekonanie, iż politycy są skorumpowani i niekompetentni. Umocniło się ono po klęsce niedoświadczonych oddziałów syryjskich w wojnie izraelsko-arabskiej w latach 1948–1949.
W takiej sytuacji w wojsku syryjskim pojawił się plan dokonania zamachu stanu. Armia zdominowana była przez mniejszości religijne (alawitów, chrześcijan, druzów), gdyż potomkowie notabli sunnickich woleli wybierać karierę w służbie cywilnej, powstała na bazie dawnych francuskich komandosów. Konflikt wojska z rządem narastał od momentu wycofania z Syrii oddziałów francuskich, gdy rząd w celach oszczędnościowych zaczął ograniczać wydatki na obronność kraju. W 1948 w armii syryjskiej służyło zaledwie 2,5 tys. żołnierzy i oficerów, a po klęsce Arabów w wojnie z Izraelem relacje wojska z rządem jeszcze się pogorszyły.

### Seria zamachów stanu w 1949 i ich następstwa

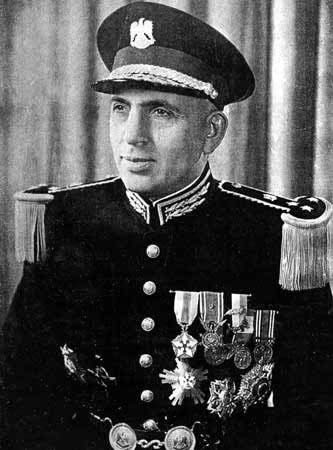
Adib asz-Sziszakli

W marcu 1949 w Syrii doszło do pierwszego z serii zamachów stanu. Na jego czele stanął pułkownik Husni az-Za’im, były oficer armii Imperium Osmańskiego, z pochodzenia Kurd. Az-Za’im wzmocnił siły zbrojne, które osiągnęły liczebność 27 tys. żołnierzy, jednak utrzymał się przy władzy tylko do sierpnia tego samego roku, gdy został obalony przez kolejny pucz, kierowany przez Samiego al-Hinnawiego. On również nie zdobył większego autorytetu społecznego i w grudniu 1949 musiał odejść po trzecim z kolei zamachu stanu. Jego przywódcą był pułkownik Adib asz-Sziszakli, należący do młodszego pokolenia oficerów.
Asz-Sziszakli kontynuował wzmacnianie armii, która stała się najważniejszym graczem politycznym w Syrii. Równocześnie nie miał początkowo zamiaru zrywać z sunnickimi notablami i chciał przywrócić ich wpływ na władzę. W 1951 zmienił jednak stanowisko w tym zakresie i zaczął rządzić państwem w sposób dyktatorski: w grudniu tego roku rozwiązał Zgromadzenie Narodowe, zaś w kwietniu 1952 zdelegalizował partie polityczne. Odebrał autonomię prawną mniejszościom druzyjskiej i alawickiej, zlikwidował organy reprezentacji mniejszości wyznaniowej we władzach państwowych, scentralizował państwo i wspierał rozwój najbardziej zaniedbanej prowincji Al-Dżazira. Jego styl rządzenia zniechęcał jednak społeczeństwo. Plany reformy rolnej, która miała poprawić sytuację chłopów, choć uprawomocniły się, nigdy nie zostały wprowadzone w życie. Sam jednak fakt ich istnienia budził niechęć u najzamożniejszych posiadaczy. Spory o władzę trwały w wojsku. O ile asz-Sziszakli zbudował sobie zaplecze w Damaszku, brakowało mu zwolenników w Aleppo.
W lipcu 1953 asz-Sziszakli ogłosił się, na mocy nowej konstytucji, równocześnie premierem i prezydentem Syrii. Sądził, że w ten sposób umacnia swoją władzę, jednak w rzeczywistości wydarzenie to skłoniło opozycję do zjednoczenia sił. W październiku 1953 doszło do bojkotu nowych wyborów parlamentarnych, w których udział wziął tylko prezydencki Arabski Ruch Wyzwolenia. W grudniu tego samego roku rozpoczęła się fala wystąpień i demonstracji, następnie przeciwko dyktatorowi wystąpił garnizon Aleppo. W rezultacie asz-Sziszakli został obalony i musiał zbiec do Francji.
Podzielona armia nie była w stanie utrzymać władzy po tym wydarzeniu. W kolejnych wyborach, we wrześniu 1954, główne rody sunnickie z Aleppo i Damaszku zdobyły 81 miejsc w 142-osobowym Zgromadzeniu Narodowym, zaś w roku następnym w wyborach prezydenckich ponownie zwyciężył Szukri al-Kuwatli. Pozycja dawnej elity znacznie jednak osłabła. Pozostałe miejsca w parlamencie zdobyły partie odwołujące się do koncepcji nacjonalizmu arabskiego, powstałe przed II wojną światową lub w jej czasie. Najważniejszą rolę odgrywała Partia Baas. Rozwój nowych ruchów politycznych wynikał z urbanizacji i interwencjonizmu gospodarczego państwa, który wymuszał rozbudowę aparatu administracyjnego i szkolenia urzędników oraz szybkiego rozwoju systemu edukacji – w szybkim tempie rosła liczba szkół wszystkich szczebli oraz ich uczniów. Dawał on szansę awansu społecznego przedstawicielom mniejszości religijnych oraz osób z niższych warstw społecznych. Partia Baas głosiła wspólnotę wszystkich Arabów syryjskich, bez względu na ich wyznanie, apelowała również do przeprowadzenia w kraju poważnych reform.

### Zbliżenie syryjsko-egipskie i zawarcie unii

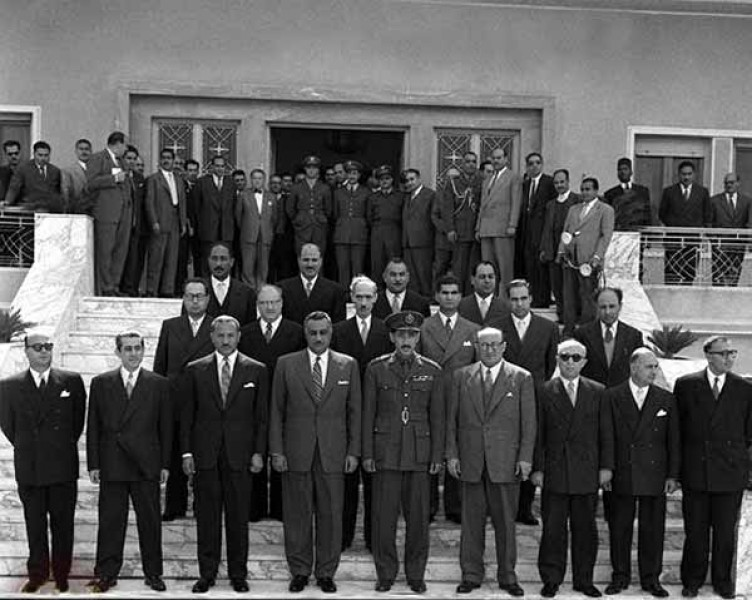
Grupa przywódców egipskich i syryjskich przez pałacem prezydenckim w Damaszku. W pierwszym rzędzie stoją Akram al-Haurani, wiceprezydent Zjednoczonej Republiki Arabskiej (drugi z lewej), Abd al-Latif al-Baghdadi, wiceprezydent Egiptu (trzeci z lewej), Gamal Abdel Naser (czwarty z lewej), marszałek Egiptu Abd al-Hakim Amir (w środku), Sabri al-Asali, wiceprezydent Syrii (czwarty z prawej), Salah ad-Din al-Bitar, współzałożyciel partii Baas (pierwszy z prawej)

Od początku lat 50. XX wieku polityka międzynarodowa (zimna wojna, wydarzenia w krajach sąsiednich) w coraz większym stopniu wpływała na sytuację wewnętrzną Syrii. Proces ten nasilił się po egipskiej rewolucji Wolnych Oficerów pod przywództwem Nasera. Kurs, jaki powinna przyjąć Syria w polityce zewnętrznej, stał się kością niezgody w jej elicie politycznej: część polityków opowiadała się za związaniem się z naserowskim Egiptem, a w konsekwencji z ZSRR, inni sugerowali orientację proiracką i prozachodnią. Ostatecznie zwyciężyli zwolennicy Egiptu, także dlatego, że Gamal Abdel Naser stał się wzorem dla najmłodszego pokolenia wojskowych, a w kraju silne były nastroje antyizraelskie. W 1955 Syria i Egipt podpisały układ o wspólnym dowództwie wojskowym, zaś w roku następnym przedstawiciele Syrii dołączyli do egipsko-radzieckich rozmów o zakupie broni przez bliskowschodnie, proradzieckie państwa. Z uwagi na fakt, że z krajów regionu jedynie Syria zezwalała na legalne działanie partii komunistycznej, siły opowiadające się za sojuszem z Blokiem Wschodnim były szczególnie wpływowe. Dzięki temu kraj zyskał radziecką pomoc finansową i ożywił kontakty handlowe z ZSRR.
Syryjsko-egipską współpracę umocnił jeszcze kryzys sueski. W czasie działań wojennych przeciwko Egiptowi prowadzonych przez Francję, Wielką Brytanię i Izrael syryjskie wojska przecięły ropociąg prowadzący nad Morze Śródziemne z Arabii Saudyjskiej i Iraku. Dostawy ropy mogły zostać wznowione dopiero po wycofaniu wojsk izraelskich z Gazy i znad Zatoki Akaba, czego żądała Syria, a co stało się w marcu 1957. W listopadzie tego samego roku Zgromadzenie Narodowe Syrii przystało na projekt unii syryjsko-egipskiej, mimo faktu, że miało stać się to na warunkach egipskich, z podporządkowaniem sił zbrojnych Syrii egipskiemu dowództwu. Do zawarcia unii parła przede wszystkim partia Baas, która chciała w ten sposób zachować inicjatywę polityczną i nie dopuścić do dalszej radykalizacji nastrojów społecznych, na której skorzystałaby armia oraz komuniści. Liderzy partii Baas argumentowali, że unia syryjsko-egipska jest pierwszym krokiem na rzecz realizacji idei jedności arabskiej.
Formalnie obydwa państwa zjednoczyły się 5 lutego 1958, gdy syryjskie Zgromadzenie Narodowe przegłosowało odpowiednią uchwałę. 21 lutego prezydentem nowo powstałej Zjednoczonej Republiki Arabskiej został Naser, zaś al-Kuwatli objął stanowisko wiceprezydenta.